# Thiệu Hợp
Thiệu Hợp là một xã thuộc huyện Thiệu Hóa, tỉnh Thanh Hóa, Việt Nam.

## Địa lý
Xã Thiệu Hợp nằm ở phía bắc huyện Thiệu Hóa, thuộc tả ngạn sông Chu, có vị trí địa lý:
- Phía đông giáp xã Thiệu Thịnh
- Phía tây giáp xã Thiệu Duy
- Phía nam giáp xã Tân Châu và thành phố Thanh Hóa
- Phía bắc giáp các xã Thiệu Duy, Thiệu Giang, Thiệu Quang và Thiệu Thịnh.

Xã Thiệu Hợp có diện tích 7,07 km², dân số năm 2022 là 7.526 người, mật độ dân số đạt 1.064 người/km².

## Hành chính
Xã Thiệu Hợp được chia thành 9 thôn: Bắc Bằng, Chấn Long 1, Chấn Long 2, Thắng Long, Hợp Thắng, Nam Bằng 1, Nam Bằng 2, Quản Xá 1, Quản Xá 2.

## Lịch sử
Vùng đất thuộc xã Thiệu Hợp ngày nay, vào đầu thế kỉ 19 là các thôn xã thuộc tổng Phùng Cầu, huyện Thụy Nguyên, phủ Thiệu Thiên: Chấn Long (đầu thế kỉ 19 là thôn Nạp thuộc xã An Xá, tổng Phùng Cầu, sau năm 1945 đổi thành Chấn Long), Yên Xá (tên cũ là Quản Xá), Nam Bằng và Bắc Bằng (trước đây đều thuộc làng Bằng Trình, tên nôm là làng Trịnh), Thắng Long.
Cuối năm 1945, huyện Thụy Nguyên đổi thành huyện Thiệu Hóa.
Sau năm 1945, các thôn làng nêu trên thuộc các xã Duy Tân và Quảng Thịnh, huyện Thiệu Hóa. Năm 1953, xã Quảng Thịnh chia thành các xã Thiệu Quang, Thiệu Thịnh và một phần xã Thiệu Hợp còn xã Duy Tân chia thành các xã Thiệu Nguyên, Thiệu Duy và một phần xã Thiệu Hợp (các thôn Chấn Long và Thắng Long).
Năm 1977, xã Thiệu Hợp cùng với các xã phía bắc sông Chu của huyện Thiệu Hóa sáp nhập với huyện Yên Định thành huyện Thiệu Yên.
Năm 1996, xã Thiệu Hợp thuộc huyện Thiệu Hóa mới tái lập.